# Dream of the Rarebit Fiend

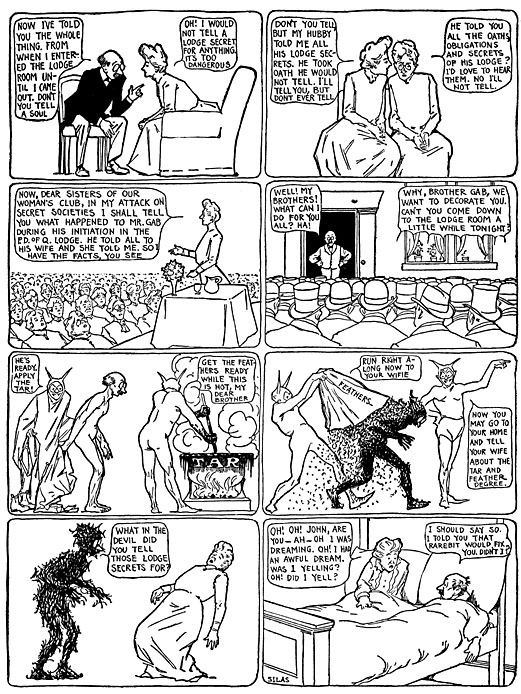
Pàgina de la sèrie.

Dream of the Rarebit Fiend (literalment Somni del fanàtic del pa torrat amb formatge) és una tira de premsa creada per Winsor McCay la publicació de la qual es va iniciar el 10 de setembre de 1904 en el periòdic New York Evening Telegram, en el qual es va mantenir fins al 25 de juny de 1911. McCay signava la sèrie amb el pseudònim Silas. Mantenia el seu nom real per als seus treballs al New York Herald. Es considera com un dels pares del còmic.
A diferència d'altres sèries anteriors de McCay, Dreams of the Rarebit Fiend es dirigia a un públic adult. Mentre que Little Nemo in Slumberland, el còmic més famós de McCay, mostra el costat positiu de l'oníric, a Dream of the Rarebit Fiend es destaquen els seus aspectes negatius. Les tires descriuen els terribles malsons que pateixen alguns individus que van al llit després d'haver ingerit en quantitats copioses el plat de cuina conegut com a Welsh rarebit, fet de pa, formatge gratinat i molts altres ingredients. Els malsons posen l'accent en els terrors de la classe mitjana urbana; gens innocents, incideixen en aspectes tals com el tabú de la nuesa, la por a la castració, el travestisme o el temor a la impotència.
El còmic, com tota l'obra de Winsor McCay, és de domini públic des de l'1 de gener de 2005.

## Edicions
- En anglès: Dreams of a Rarebit Fiend. Dover Publications, 1973 (edició parcial).
- En castellà: Pesadillas de cenas indigestas (edició parcial). Barcelona, Laertes, 1984.

## Adaptacions al cinema
Ja el 1906, el pioner del cinema Edwin S. Porter va realitzar una primera adaptació cinematogràfica, de sis minuts de durada amb el títol de Dream of a Rarebit Fiend. Posteriorment, l'autor de la tira, Winsor McCay amb l'ajuda de Robert McCay, va produir tres pel·lícules d'animació, dibuixades a mà, totes de 1921:
- Dreams of the Rarebit Fiend: The Pet
- Dreams of the Rarebit Fiend: The Flying House
- Dreams of the Rarebit Fiend: Bug Vaudeville